# Godfrey Bloom
Godfrey William Bloom TD (nacido el 22 de noviembre de 1949) es un político británico que se desempeñó como diputado del Parlamento Europeo (MEP) para Yorkshire y Humber de 2004 a 2014. Fue elegido para el Partido de la Independencia del Reino Unido en las elecciones europeas de 2004 y 2009, representando a UKIP hasta septiembre de 2013, cuando UKIP le retiró su rol de whip del partido. Luego se mantuvo como Independiente hasta el final de su mandato en mayo de 2014. Bloom posteriormente renunció a su membresía del partido UKIP el 13 de octubre de 2014.
Durante su mandato, recibió atención por hacer comentarios considerados objetables por el líder de su partido, por sus opiniones sobre el cambio climático y por hacer otros comentarios controvertidos. El 20 de septiembre de 2013, UKIP despojó a Bloom de su puesto como whip del partido tras haber golpeado al periodista Michael Crick en la calle con un folleto de la conferencia, amenazado a un segundo reportero, y en la conferencia del partido haberse referido en broma a su audiencia femenina como putas. Bloom renunció a ser whip del partido UKIP el 24 de septiembre de 2013 y, posteriormente, se desempeñó como eurodiputado independiente hasta el final de su mandato el 2 de julio de 2014. Nigel Farage, el líder del partido UKIP, ha sido citado por Channel 4 News para decir que "el problema con Godfrey es que no es racista, no es un extremista ni ninguna de esas cosas y ni siquiera es anti-mujeres, pero tiene un sentido del humor del ejército territorial más bien anticuado que no se traduce muy bien en la Gran Bretaña moderna".
Bloom fue destituido como presidente honorario del Centro Ludwig von Mises en diciembre de 2017, y la organización citó sus comentarios en Twitter.

## Primeros años
Bloom nació el 22 de noviembre de 1949, hijo de Alan Bloom y su esposa, Phyllis. Su padre sirvió como piloto de combate durante la Segunda Guerra Mundial. Bloom fue educado en St. Olave's Grammar School, la Real Academia Militar de Sandhurst (curso de dos semanas para TA, siglas que corresponden a Territorial Army, que en español significa "Ejército Territorial") y el Royal College of Defense Studies. En 1986, se casó con Katryna (Katie) Skowronek, una fisioterapeuta equina.

## Carrera profesional
Bloom trabajó como economista financiero. En 1996 advirtió, en Money Marketing, que las "tapas divididas" no eran la inversión sólida y segura que la gente pensaba, y más adelante en el año explicó en Financial Adviser los peligros de lo que se convertiría en "bonos de precipicio". En 1996 formó parte del panel de consultoría regulatoria de Francis Maude del cual luego renunció. En su último puesto, trabajó como director de la compañía de inversiones TBO en la cual es un accionista importante.

## Ejército
Bloom fue comisionado en el Real Cuerpo de Transporte (Ejército Territorial) en 1977. En 1992 fue ascendido al rango de mayor y abandonó la TA en 1996.

## Carrera política
Bloom disputó el escaño de Haltemprice y Howden en manos de los conservadores en las elecciones generales de 1997, quedando quinto.
En 2004, la elección de Bloom para el escaño de Yorkshire y Humber fue el primer escaño del UKIP en la región en las elecciones europeas. En 2009, fue reelegido. En el parlamento, Bloom fue miembro de la Comisión de Asuntos Económicos y Monetarios y de la Comisión de Derechos de la Mujer e Igualdad de Género.
El 20 de septiembre de 2013, durante su conferencia del partido, UKIP retiró el puesto de whip de Bloom. En una reunión de la conferencia del partido se había referido en broma a su audiencia femenina como putas. Posteriormente, tuvo un enfrentamiento con el periodista Michael Crick en las calles, golpeándolo en la cabeza con el folleto de la conferencia, y supuestamente amenazó al reportero de ITV Paul Brand, diciendo: "Usted tráteme mal, y la tendrá mucho peor que eso (la bofetada de Crick) ... eso es una amenaza para cualquier periodista".
El 24 de septiembre de 2013, renunció a su puesto de whip del partido UKIP, sin dejar de ser miembro del partido. Su declaración decía: "He sentido desde hace algún tiempo que el 'Nuevo UKIP' ya no es realmente adecuado para mí".
Bloom y Crick se volvieron a encontrar en mayo de 2014. Los dos se dieron la mano y almorzaron juntos y Bloom agradeció a Crick, describiendo el incidente como un "momento decisivo" que le hizo darse cuenta de que "realmente no era apto para la política de partidos".
En diciembre de 2013, como resultado de sus diversas controversias, Bloom recibió el premio Foot in Mouth de la campaña Plain English. Un portavoz dijo que Bloom era "una elección abrumadora" que "fácilmente podría haber ganado este premio en al menos otras dos ocasiones ... [es] una máquina de meteduras de pata y podríamos llenar una página o dos con sus citas imprudente de 2013 solamente".

## Puntos de vista e incidentes

### Crisis bancaria y financiera
Bloom fue expulsado de la Mansion House en 2009 por molestar a Lord Turner por dar bonificaciones al personal después de la falla regulatoria masiva de 2008/09. Según The Daily Telegraph, fue el primer hombre en ser expulsado desde John Wilkes a fines del siglo XVIII. En una carta a UKIP, Turner escribió que "el Sr. Bloom no recibirá más invitaciones a eventos de Mansion House ni será bienvenido en la recepción anual de Bruselas [...] En cuanto a futuros eventos de Mansion House, buscaremos un eurodiputado diferente del UKIP como posible huésped". Bloom firmó la petición con disgusto en la caballería por los fracasos de Hector Sants.
Es miembro del Instituto Ludwig von Mises.
Bloom fue coautor de la Presentación de Economía del Premio Wolfson con el profesor Pat Barron y el profesor Philipp Bagus. Advirtió que las agencias de crédito serían "castradas" por demasiada regulación de la UE. Bloom afirma que la mayoría de los eurodiputados tienen "poca o ninguna experiencia empresarial" y no entienden las consecuencias de sus acciones.

### Derechos de las mujeres
Unas semanas después de haber sido nombrado miembro de la Comisión de Derechos de la Mujer e Igualdad de Género del Parlamento Europeo el 20 de julio de 2004, Bloom dijo a un entrevistador que "ningún pequeño empresario que se respete a sí mismo y tenga el cerebro en el lugar correcto jamás empleará a una dama en edad fértil". Casi al mismo tiempo, dijo que "No creo que [las mujeres] limpien lo suficiente detrás del refrigerador" y que "Estoy aquí para representar a las mujeres de Yorkshire que siempre cenan en la mesa cuando usted llega a casa". Bloom dijo al programa Today de BBC Radio 4 que sus comentarios fueron "dichos por diversión" para ilustrar un punto más serio, que la legislación de igualdad de derechos era, afirmó, dejar a las mujeres sin trabajo.
Bloom confesó que había visitado prostíbulos en Hong Kong. Afirmó que nunca consumó las visitas y también afirmó que "las mujeres jóvenes aterrorizadas que a menudo son golpeadas para prostituirse en Europa del Este [...] es sólo un aspecto muy pequeño del comercio de la carne", y concluyó que "en resumen, la mayoría de las chicas lo hacen porque quieren".
Después de invitar a estudiantes del Club de Rugby Femenino de la Universidad de Cambridge a Bruselas en 2004, fue acusado de agresión sexual, haciendo "comentarios sexistas y misóginos" y usando lenguaje ofensivo durante una cena. Un estudiante entregó una carta formal de protesta al Presidente del Parlamento Europeo, criticando fuertemente el comportamiento de Bloom. Bloom, que patrocinó al club con £3,000 al año, admitió haber hecho comentarios misóginos, pero negó el acoso sexual.
En un artículo para politics.co.uk en agosto de 2013, Bloom intentó dejar las cosas claras sobre sus comentarios anteriores sobre la igualdad de género. Argumentó en contra de las cuotas para las mujeres en las salas de juntas, afirmó que el feminismo era una "moda pasajera" creada por "mujeres estridentes, aburridas, de clase media de un cierto género físico" y que cualquier hombre que apoyara el feminismo eran "los tipos políticamente correctos un poco decaídos a quienes en la playa les patean arena en sus caras". Dijo que las mujeres eran mejores para "[encontrar] la mostaza en la despensa" que para conducir un automóvil.

### Cambio climático
Bloom rechaza el calentamiento global antropogénico. Dijo en 2009: "En lo que a mí respecta, el calentamiento global provocado por el hombre no es más que una hipótesis que no tiene ninguna base de hecho. Cada día más científicos están modificando sus puntos de vista iniciales".

### Bombardeo deRainbow Warrior
En la Conferencia de las Naciones Unidas sobre el Cambio Climático de 2009 en Copenhague, Bloom fue filmado frente al buque insignia de Greenpeace, Rainbow Warrior II, diciendo: "Aquí tenemos uno de los barcos más verdaderamente fascistas desde 1945, enhorabuena a los franceses por hundir una de estas cosas". Se refería al bombardeo de 1985 del antecesor del barco por parte de agentes del gobierno francés en el que murió el fotógrafo holandés Fernando Pereira. Luego de las críticas, el video fue eliminado del canal de YouTube de Bloom y dijo que se había olvidado de la muerte.

### Otros incidentes
En diciembre de 2008, Bloom fue llevado por un pasante tras pronunciar un discurso en el Parlamento Europeo en estado de ebriedad, la segunda ocasión en la que fue acusado de estar ebrio en la cámara. Durante el discurso, Bloom dijo que los eurodiputados de Polonia, República Checa y Letonia no entienden las relaciones económicas. En febrero de 2012, Bloom interrumpió un debate con la pregunta de si el equipo de rugby femenino de la Universidad de Cambridge debería llevar su logotipo en la parte delantera o trasera de sus camisetas. Más tarde admitió haber consumido alcohol y analgésicos recetados "muy fuertes" después de romperse la clavícula en un accidente de equitación.
El 24 de noviembre de 2010, Bloom fue expulsado del Parlamento Europeo después de dirigir un eslogan nazi al eurodiputado alemán Martin Schulz que estaba hablando en un debate sobre la crisis económica en Irlanda. Bloom interrumpió a Schulz y le gritó "Ein Volk, ein Reich, ein Führer". Luego procedió a llamar a este último "un fascista antidemocrático", comentario por el cual fue retirado de la cámara. El eurodiputado y líder del grupo laborista Glenis Willmott describió su comportamiento como "un insulto a todos aquellos que han luchado contra el fascismo", mientras que la líder del grupo liberal demócrata Fiona Hall lo describió como una "vergüenza nacional".
En el apogeo del escándalo de gastos parlamentarios de 2009, Bloom se quejó de la falta de modales de la clase política. En su sitio web, señaló que, a diferencia de muchos otros, no contrataría a familiares en su personal parlamentario. Bloom admitió más tarde que tres miembros de su personal también estaban empleados a tiempo parcial en TBO, la empresa en la que es un accionista principal, y uno de ellos es la sobrina de su esposa. Bloom no declaró su interés en TBO a los funcionarios del Parlamento Europeo y en 2008 la empresa TBO de Bloom fue multada con £28.000 por la Autoridad de Servicios Financieros por 'plantear un "riesgo inaceptable" para los clientes'. En agosto de 2014, TBO recibió una multa y se le ordenó pagar más de £2 millones en daños a una pareja de jubilados, habiendo ignorado su solicitud de planificación financiera cautelosa y "apostando" casi todo el dinero de sus clientes en inversiones de alto riesgo con una pérdida casi completa.
En julio de 2013, Bloom pronunció un discurso sobre la ayuda exterior de Gran Bretaña en el que se refirió a los países como "Bongo Bongo Land". Se pasó un video al periódico The Guardian. Se informó que un portavoz de UKIP dijo que los comentarios de Bloom estaban siendo "discutidos al más alto nivel del partido". Después de negarse a disculparse, más tarde dijo que lamentaba los comentarios, pero lo aclaró diciendo que, aunque pretendía que fuera despectivo, lamentó que hubiera causado un delito y no quiso decir que fuera racista. El líder del partido, Nigel Farage, más tarde le pidió que no volviera a usar la frase.
En una entrevista en agosto de 2013, Bloom describió al primer ministro David Cameron como "torpe; la clase de tipo al que solía golpear".
Durante una entrevista de LBC Radio en noviembre de 2013, pidió que los desempleados y los trabajadores del sector público pierdan el derecho al voto.
En enero de 2014, el locutor Michael Crick declaró que mientras apoyaba la moción "Gran Bretaña de la posguerra ha visto demasiada inmigración" en un debate en el Oxford Union, Bloom le preguntó a un estudiante discapacitado que hablaba en contra de la moción si él era Ricardo III. Según Crick, Bloom le dijo que el estudiante había tomado su comentario "en buen espíritu" con ambos compartiendo bebidas durante una recepción después del debate, sugiriéndole a Crick que confirmara esto con el estudiante. Crick siguió la sugerencia según la cual el estudiante aceptó la versión de los hechos de Bloom, afirmando que, aunque el comentario no era "muy agradable", él y Bloom se llevaban bien, y que Bloom era "un hombre muy interesante al cual hablar". El colaborador de la moción, el periodista y autor Douglas Murray, describió el comentario de Bloom como "espantoso" y "la cosa más cruel".
En diciembre de 2017, Bloom escribió un tuit identificando a Goldman Sachs como un "banco judío internacional" (en respuesta a un tuit sobre Brexit del CEO del banco, Lloyd Blankfein). El tuit fue acusado de ser antisemita por otros dos tuiteros.
El 2 de diciembre de 2019, pocos días después del apuñalamiento en el puente de Londres de 2019, Bloom tuiteó en respuesta a la víctima, Jack Merritt, las súplicas del padre para que los políticos no utilicen la muerte de su hijo para obtener ganancias políticas:

"Según tengo entendido, su hijo murió porque creía que la liberación temprana de los yihadistas estaba justificada porque podían ser rehabilitados.

La sociedad exige que estos lanzamientos se detengan de inmediato
Una visión muy pragmática, nada vil.

Llorar en silencio es mi consejo"